# Nichita Stănescu
 Nichita Stănescu  (n. 31 martie 1933, Ploiești, România – d. 13 decembrie 1983, București, România, numele la naștere, Nichita Hristea Stănescu) a fost om de litere, poet, redactor literar, scriitor și eseist român, ales membru post-mortem al Academiei Române.
Este considerat de critica literară și de publicul larg drept unul dintre cei mai importanți scriitori de limbă română, pe care el însuși o denumea „dumnezeiesc de frumoasă.”.
Nichita Stănescu aparține, temporal și formal, neomodernismului românesc din anii 1960 - 1970, fiind considerat de către unii critici literari prestigioși, precum Alexandru Condeescu și Eugen Simion, un poet de o amplitudine, profunzime și intensitate remarcabilă, făcând parte din categoria foarte rară a inovatorilor lingvistici și poetici. 
A fost laureat al Premiului Herder.

## Familia
Tatăl poetului, Nicolae Hristea Stănescu, s-a născut la 19 aprilie 1908. Linia sa genealogică are la origine țărani prahoveni veniți la oraș, în Ploiești, la începutul anilor 1800. Mai apoi, foștii țărani prahoveni au devenit meșteșugari și comercianți ploieșteni, precum bunicul poetului, Hristea Stănescu, specializat în producerea și comercializarea unor țesături grele de tipul abalei.
Mama sa, Tatiana Cereaciuchin, s-a născut în ziua de 16 februarie 1910, la Voronej. Tatăl Tatianei a fost fizicianul și generalul Nikita Cereaciuchin.
Ca urmare a Revoluției din Octombrie, generalul Cereaciuchin se refugiază discret și rapid împreună cu familia sa, formată din soție și două fete, în România, inițial în Constanța și ulterior la Ploiești, unde se stabilesc.
Aici, în orașul petroliștilor dar și al lui Ion Luca Caragiale, viitorii părinți ai lui Nichita se vor întâlni și căsători la 6 decembrie 1931.
Întâiul lor născut va purta, emblematic, prenumele ambilor bunici, al generalului-fizician rus și al comerciantului român, Nichita (și) Hristea Stănescu.

## Educație
În perioada 1944 - 1952, a urmat cursurile Liceului „Sfinții Petru și Pavel” din Ploiești, iar între 1952 - 1957 a urmat cursurile Facultății de Filologie a Universității din București.

## Viața personală
În 1952, s-a căsătorit cu Magdalena Petrescu, dar cei doi se vor despărți după un an. În 1962, s-a căsătorit cu poeta și eseista Doina Ciurea, din a cărei dragoste se va plămădi tema volumului O viziune a sentimentelor. Însă căsătoria lor durează doar până în 1965 când se despart în fapt, și de drept în 1981 „Cred că am fost două individualități paralele, astfel încât ne-am putut afla la un moment dat în același plan, cum ar zice geometrii” (Doina Ciurea, 1993). În 27 decembrie 1975, deși erau despărțiți în fapt, Nichita a vizitat-o acasă și i-a oferit, cu dedicație, un exemplar din volumul Starea poeziei care abia se tipărise: „Doinei, inefabilei, această carte care ar fi trebuit să-mi justifice viața și, vai, dacă viața mea o justifică pe ea, cu melancolie și cu o reverență, Nichita, în 1975. Ulterior, fiind împreună cu poeta și autoarea Gabriela Melinescu, se vor inspira reciproc în a scrie și a construi universuri abstracte. În 1982, se căsătorește cu Todorița (Dora) Tărâță.
Din spusele lui Ștefan Augustin Doinaș, în vara lui 1977, atunci când s-a împrietenit cu Nichita, acesta era deja dependent de alcool, mai precis, de vodcă. Crizele hepatice ale poetului s-au înrăutățit spre 1981, când a și fost internat la Spitalul Fundeni. Doi ani mai târziu, s-a stins din viață în noaptea de 12 spre 13 decembrie 1983.

## Activitatea literară
- 1955 - Nichita și-a adunat poeziile sale „bășcălioase” într-un volum numit Argotice — cântece la drumul mare și publicat foarte târziu, după moartea sa, în 1992, de Doina Ciurea
- 1957 - În luna martie, Nichita Stănescu debutează simultan în revistele „Tribuna” din Cluj și în „Gazeta literară” cu trei poezii.
- 1957-1958 - Este, pentru scurt timp, corector și apoi redactor la secția de poezie a Gazetei literare (director, Zaharia Stancu).
- 1960 - La sfârșitul anului, debutează cu volumul Sensul iubirii.
- 1963 - Are loc prima călătorie peste hotare a poetului în Cehoslovacia.
- 1964 - Apare, la începutul anului, O viziune a sentimentelor, un volum cu care poetul primește Premiul Uniunii Scriitorilor. O cunoaște pe poeta Gabriela Melinescu și, în tensiunea relației lor, poetul creează cele mai explozive poeme ale sale.[judecată de valoare]
- 1965 - Apare, în martie, volumul de poezii Dreptul la timp.
- 1966 - Publică, la Editura Tineretului, volumul 11 elegii. Elegiile vor apărea integral însă abia în anul următor, în prima sa antologie, Alfa.
- 1967 - Trei volume ale sale sunt tipărite: Roșu vertical, antologia Alfa și volumul de poezii Oul și sfera.
- 1969 - Tipărește Necuvintele, care primește Premiul Uniunii Scriitorilor. Mai apare și volumul de poezii Un pământ numit România. Este numit redactor-șef adjunct al revistei „Luceafărul”, alături de Adrian Păunescu.
- 1970-1973 - Este redactor-șef adjunct la „România literară”, revistă condusă de Nicolae Breban.
- 1970 - Publică volumul În dulcele stil clasic și a doua antologie din opera sa cu un titlu neutru, Poezii. Susține o rubrică lunară în revista „Argeș”.
- 1971 - Apar, în Iugoslavia, două cărți traduse: Belgradul în cinci prieteni, ediție bilingvă de poezii inedite și Nereci (Necuvintele).
- 1972 - Publică două noi volume de poezii: Belgradul în cinci prieteni și Măreția frigului. Pentru volumul de eseuri Cartea de recitire, obține, pentru a treia oară, Premiul Uniunii Scriitorilor.
- 1973 - Scoate o antologie de poezii de dragoste Clar de inimă.
- 1974 - În martie, de ziua lui, are o revelație a morții sub forma unui îngrozitor tunel oranj.
- 1975 - Obține, pentru ultima oară, Premiul Uniunii Scriitorilor și i se atribuie Premiul internațional „Johann Gottfried von Herder”. Tipărește cea de-a patra antologie a sa, Starea poeziei, în colecție Biblioteca pentru toți. Devine publicist comentator la „România literară”. Se mută în ultima sa locuință, din Str. Piața Amzei, nr. 9.
- 1977 - La 4 martie, poetul încearcă, în zadar, să-l salveze pe prietenul său Nicolae Ștefănescu, și este lovit de un zid care s-a prăbușit după cutremur. În urma șocului, suferă o paralizie de scurtă durată a părții stângi a corpului, care va lăsa ceva sechele și după vindecare.

Scriitorul suedez Arthur Lundkvist îl propune Academiei Suedeze pentru includerea pe lista candidaților la Premiul Nobel.
- 1978 - Publică volumul de poezii Epica Magna, care primește, în același an, premiul „Mihai Eminescu” al Academiei Române
- 1979 - Lansează volumul de poezii Operele imperfecte.

Editura Narodna Kultura, din Bulgaria, îi publică volumul Bazorelief cu îndrăgostiți, traducător Ognean Stamboliev.
Se presupune că a fost nominalizat de Academia Suedeză la Premiul Nobel pentru Literatură, alături de Max Frisch, Jorge Borges, Leopold Sedar Senghorn. Laureatul va fi poetul grec Odysseas Elytis. De obicei, sunt nominalizați într-un singur an, în etapa finală, trei sau patru scriitori, dar nu se cunoaște acest lucru decât după desecretizarea voturilor, care este dezvăluită după 50 de ani. Deci nu știm dacă Nichita Stănescu a fost nominalizat la premiul Nobel sau doar propus, cum sunt, de altfel, mulți scriitori. 
- 1980 - Discul „Nichita Stănescu - o recitare”, realizat de Constantin Crișan în colaborare cu Augustin Frățilă, este pus în vânzare de Casa de discuri Electrecord. Vizitează Satu Mare, fiind acompaniat de scriitorii Gheorghe Pituț, Petre Got, Ion Iuga, Mihai Olos, George Vulturescu, Radu Ulmeanu, Alexandru Pintescu.
- 1981 - În august are prima criză hepatică. Aceste crize vor continua în toamnă și poetul se internează la spitalul Fundeni.
- 1982 - În februarie moare tatăl poetului. Volumul Noduri și semne, subintitulat Recviem pentru moartea tatălui este o selecție din tot ce a scris poetul de la ultima sa apariție editorială.
- În iulie se căsătorește cu ultima sa soție, Todorița Tărâță (Dora). Călătorește prin Macedonia și Iugoslavia, înainte să-și fractureze piciorul stâng în luna noiembrie în Vrancea, accident care-l va imobiliza în casă timp de șase luni.
- 1983 - La finele lunii ianuarie, Nichita Stănescu și Aurelian Titu Dumitrescu solicită directorului Editurii Albatros, Mircea Sântimbreanu, publicarea între coperte a lucrării Antimetafizica, Nichita Stănescu însoțit de Aurelian Titu Dumitrescu.
- 1983 - La 31 martie, la împlinirea a 50 de ani de viață, poetului i se organizează o sărbătorire națională.
- Continuă să-i apară traduceri ale poeziilor peste hotare, în special în Iugoslavia. În timpul unei călătorii în această țară va avea o criză foarte gravă, ce necesită intervenția medicilor.
- 1985 - Apare volumul inedit Antimetafizica, Nichita Stănescu însoțit de Aurelian Titu Dumitrescu, Editura Cartea Românească, 1985, (inițial Nichita Stănescu și Aurelian Titu Dumitrescu au publicat în întregime Antimetafizica în suplimentul literar al „Scânteii Tineretului”, în 1983).
- 1992 - Este editată Argotice — cântece la drumul mare, subintitulată „poezii”, ediție alcătuită, îngrijită și prefațată de Doina Ciurea, București, Editura Românul, 1992.
- 2001 - În Bulgaria, la Editura Zaharie Stoyanov,Sofia - colectia Ars Poetika apare O viziune a sentimentelor, traducere și prefață Ognean Stamboliev. Volum premiat de Uniunea traducătorilor din Bulgaria și Soros.
- 2012 - Reprezentat cu trei poeme (maximum) în Testament - Anthology of Modern Romanian Verse - Bilingual Edition (English/Romanian) - Testament - Antologie de Poezie Română Modernă - Ediție Bilingvă (Engleză/Română) - (antolog și traducător Daniel Ioniță, Editura Minerva 2012 - ISBN 978-973-21-0847-5)
- 2013 - Ordinea cuvintelor - 300 poeme - traducerea,prefata si tabel cronologic de Ognean Stamboliev, ed Avangardprint, Bulgaria

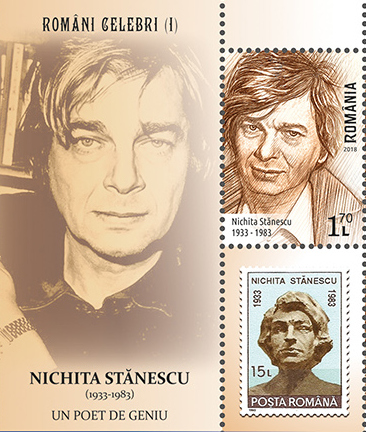
Marcă poștală 2018 Nichita Stănescu, seria Români celebri

## Premii literare
- 1964 Premiul Uniunii Scriitorilor pentru volumul de poezii O viziune a sentimentelor
- 1969 Premiul Uniunii Scriitorilor pentru volumul de poezii Necuvintele
- 1972 Premiul Uniunii Scriitorilor pentru volumul de eseuri Cartea de recitire
- 1975 Premiul Uniunii Scriitorilor pentru antologia de poezie “Starea poeziei” (selecție de autor)
- 1975 Premiul Internațional „Gottfried von Herder”
- 1978 Premiul „Mihai Eminescu” al Academiei Române pentru volumul de poezii Epica Magna
- 1982 Premiul „Cununa de Aur” al Festivalului internațional Serile de Poezie de la Struga (Macedonia iugoslavă)

## Distincții
- Ordinul „Meritul Cultural” clasa a II-a (7 mai 1981) „pentru rezultatele obținute în îndeplinirea cincinalului 1976–1980, pentru contribuția deosebită adusă la înfăptuirea politicii Partidului Comunist Român de făurire a societății socialiste multilateral dezvoltate în patria noastră, cu prilejul aniversării a 60 de ani de la făurirea Partidului Comunist Român”[9]

## Operele lui Nichita Stănescu
Volume antume publicate cronologic:
- Sensul iubirii, 1960, Editura de Stat pentru Literatură și Artă
- O viziune a sentimentelor, 1964, Editura pentru Literatură
- Dreptul la timp, 1965, Editura Tineretului
- 11 elegii, 1966, Editura Tineretului
- Roșu vertical, 1967, Editura Militară
- Alfa, 1967, Editura Tineretului
- Oul și sfera, 1967, Editura pentru Literatură
- Laus Ptolomaei, 1968, Editura Tineretului
- Necuvintele, 1969, Editura Tineretului
- Un pământ numit România, 1969, Editura Militară
- În dulcele stil clasic, 1970, Editura Eminescu
- Poezii, 1970, Editura Albatros
- Belgradul în cinci prieteni, 1972, Editura Dacia
- Cartea de recitire, 1972, Editura Dacia
- Măreția frigului. Romanul unui sentiment, 1972, Editura Junimea
- Clar de inimă, 1973, Editura Junimea
- Starea poeziei, 1975, Editura Minerva
- Epica Magna, 1978, Editura Junimea
- Operele imperfecte, 1979, Editura Albatros
- Carte de citire, carte de iubire, 1980, Editura Facla
- Noduri și semne, 1982, Editura Cartea Românească
- Oase plîngînd, 1982
- Respirări, 1982, Editura Sport-Turism
- Strigarea numelui, 1983, Editura Facla
- Argotice, 1992, Editura Românul

## Prezență în antologii
- Testament - Antologie de Poezie Română Modernă / Testament – Anthology of Modern Romanian Verse – Versiune bilingvă română/engleză – Daniel Ioniță (editor și traducător principal) asistat de Eva Foster, Daniel Reynaud și Rochelle Bews – Editura Minerva 2012 și 2015 (ediția a doua) - ISBN 978-973-21-1006-5
- Testament - Anthology of Romanian Verse - American Edition - monolingual English language edition - Daniel Ionita (editor and principal translator) with Eva Foster, Daniel Reynaud and Rochelle Bews - Australian-Romanian Academy for Culture - 2017 - ISBN 978-0-9953502-0-5
- Pieta - Eine Auswahl rumänischer Lyrik, Dionysos, Boppard, 2018, în traducerea și selectarea lui Christian W. Schenk, ISBN 9781977075666

## Citate referitoare la condiția poetului
- „Poetul, ca și soldatul, nu are viață personală.” [10]
- „Schimbă-te în cuvinte, precum îți zic.” [11]
- „Este foarte greu să translezi în noțiune ceea ce nu are caracter noțional. Poezia nu are caracter noțional, deși folosește noțiunea ca și cărămidă în construcție. Sensul ei final este un sens emoțional, metaforic și vizionar. A confunda materialul cu sensul materialului este un lucru foarte la îndemână și foarte păgubitor.” [12]
- „A vorbi despre limba în care gîndești, a gîndi - gîndire nu se poate face decît numai într-o limbă - în cazul nostru a vorbi despre limba română este ca o duminică. Frumusețea lucrurilor concrete nu poate fi decît exprimată în limba română. Pentru mine iarba se numește iarbă, pentru mine arborele se numește arbore, malul se numește mal, iar norul se numește nor. Ce patrie minunată este această limbă! Ce nuanță aparte, îmi dau seama că ea o are! Această observație, această relevație am avut-o abia atunci cînd am învățat o altă limbă".
- „Nu spun că alte limbi, alte vorbiri nu ar fi minunate și frumoase. Dar atît de proprie, atît de familiară, atît de intimă îmi este limba în care m-am născut, încît nu o pot considera altfel decît iarbă. Noi, de fapt, avem două părți coincidente; o dată este patria de pămînt și de piatră și încă odată este numele patriei de pămînt și de piatră. Numele patriei este tot patrie. O patrie fără de nume nu este o patrie. Limba română este patria mea. De aceea, pentru mine, muntele munte se zice, de aceea, pentru mine iarba iarbă se spune, de aceea, pentru mine, izvorul izvorăște, de aceea, pentru mine, viața se trăiește.”[13]

## Aprecieri critice despre Nichita Stănescu

### Ștefan Augustin Doinaș
| “ | Nichita Stănescu se mișca într-adevăr într-o sferă superioară, siderată de valori exclusiv artistice. Cât despre gustul său pentru „compromis”, cred sincer că nu prea știa ce înseamnă acest lucru, tocmai pentru că era un ingenuu. Dacă nu mi-ar fi teamă că devin prea ... doct, aș zice că spiritul său ludic îl făcea să plutească pe deasupra situațiilor, pentru a căror substanță tragică cred că nu avea „organ”: tălpile lui nu se atingeau nici de flori, nici de mocirlă. Singurul păcat al lui Nichita Stănescu a fost crima săvârșită față de sine însuși: distrugerea sistematică a carcasei care-i asigura superbul exercițiu al spiritului. „Nichita Stănescu este cel mai important poet român de după cel de-al doilea război mondial. Odată cu el, prin el, logosul limbii române ia revanșa asupra poeților ei.” | ” |

1995 - Ștefan Augustin Doinaș

### Alexandru Condeescu
| “ | Poezia stănesciană reia tradiția liricii interbelice, făcând totodată, printr-o sinteză unică neomodernă, trecerea în literatura autohtonă de la modernismul începutului de secol spre postmodernismul sfârșitului de mileniu. Prin ea s-a petrecut în poezia romanească, după întemeierea ei de către Eminescu, a doua mare mutație a structurilor limbajului și viziunii poetice, prima fiind cea modernistă a interbelicilor. Cu fiecare volum al lui Nichita Stănescu s-a produs în literatura noastră o perpetuă revoluție a limbajului poetic, în jurul cărților sale dându-se o adevărată „bătălie a (neo)modernității”. | ” |

1999 - Alexandru Condeescu

### Eugen Barbu
| “ | În acest bâlci al deșertăciunilor care este poezia, peisajul nostru liric ar fi lipsit de unitate fără poezia lui Nichita Stănescu. Lângă răzvrătitul Ion Gheorghe, gânditorul melancolic Ioan Alexandru și jongleri al cuvintelor cu Sorescu și Dimov, iată un paranimf blond din Vizanț, poet limbut, plin de amenințări, gelos pe orice laudă ce-i scapă, încărcat de diplomații ca o Triplă Alianță, adolescent firav, îmbătrânit în imaginea purității, de un talent remarcabil și de un meșteșug și mai și. Ca și autorul lui Iona, are adoratori fanatici, discipoli și exegeți neîndurați, ce nu suferă contrazicerea. De fapt, nu trebuie dată aici o bătălie în jurul operei sale, pentru că ea este limpede, străvezie, încărcată doar de artificii copilărești, ici și colo, iute depistabilă pentru un ochi agil. Defoliată de excese arbitrare cu iz filozofic, de o răceală impusă de teoreticieni ce au denaturat-o, poezia lui Nichita Stănescu... rezistă vremii. | ” |

1975 - Eugen Barbu

## In memoriam
- Școala Gimnazială din Baia Mare, strada Iza nr.2, este numită Nichita Stănescu
- Școala Gimnazială din comuna Mereni, Constanța, se numește Nichita Stănescu
- Școala Gimnazială din comuna Ceptura, Prahova poartă numele marelui poet
- Școala Gimnazială nr. 17, din Galați poartă numele lui Nichita Stănescu
- În anul 1990, liceul bucureștean de pe strada Lucrețiu Pătrașcanu, nr. 12, primește numele poetului (actualmente Liceul Teoretic "Nichita Stănescu")
- În anul 1999, Parcul din Piața Victoriei, Ploiești primește numele marelui poet
- În anul 1999, în centrul Ploieștiului este dezvelit un bust al poetului.[17]
- În anul 2000, strada din Ploiești, pe care se află casa natală a poetului este redenumită Nichita Stănescu
- În anul 2002, se inaugurează Muzeul Memorial Nichita Stănescu.[18]
- În anul 2009, un prestigios colegiu ploieștean primește numele marelui poet.[19]
- În anul 2012, la Școala Gimnazială din comuna Ceptura este dezvelit un bust al poetului.[20]
- În anul 2019, Nichita Stănescu a fost declarat, post-mortem, cetățean de onoare al Ploieștiului.[21]

### Numismatică
Banca Națională a României a pus în circulație, la 24 aprilie 2023, în atenția colecționarilor, o monedă comemorativă, cu ocazia împlinirii a 90 de ani de la nașterea lui Nichita Stănescu. Moneda este de argint, cu titlul de 999‰, este rotundă, cu valoarea nominală de 10 lei, are greutatea de 31,103 grame, diametrul de 37 mm, iar marginea este zimțată. Toate monedele din această emisiune, cu un tiraj de 5.000 de exemplare, sunt de calitate proof.